# منهاج
مینهاگ یا منهاج (عبری: מנהג،  عبری توراتی (جمع): מנהגות، عبری مدرن (جمع): מנהגים منهاگیم ) به معنای یک عرف، یک سنت یا گروهی از سنت‌های پذیرفته شده در یهودیت است. مینهاگ یک مفهوم مرتبط با Nusach (נוסח) است و به ترتیبات یا شکل سنتی نمازهای یهودی اشاره دارد.

## ریشه‌شناسی
این واژه از ریشه ثلاثی  נ־ה־ג و به معنای «راندن» است. این واژه در تورات عبری با همین معنا به کار بسته شده است:
دیدبان خبر داد: «او نزد ایشان رسید، ولی بازنمی‌گردد. ارابه‌ران باید یِیهو پسر نِمشی باشد، چون دیوانه‌وار می‌راند.»— کتاب ملوک 2، 9:20

## مینهاگ‌ها و شریعت یهود
علاوه بر 613 فرمان ، یهودیان به طور سنتی هلاخا (قانون یهودی را برگرفته از تلمود، تورات ، و نبشته‌های بعدی) را برای همه یهودیان الزام‌آور می‌دانند. علاوه بر این‌ها، همیشه مینهاگ‌ها یا آداب و رسومی وجود داشته که در خود هلاخا نیست. برخی از آداب و رسوم در برخی نقاط به طور جهانی پذیرفته شدند (مانند پوشاندن سر در بین مردان ) یا تقریباً در سراسر جهان (مانند تک همسری ).

## کاربست در قرآن
در آیه ۴۸ سوره مائده، که پی‌رنگ تعامل با یهودیان و مسیحیان در آن پررنگ است، در قرآن آمده است:«لِكُلِّ جعلنا مِنكم شِرعَةً ومِنهاجا (۵:۴۸)». در این آیه شریعت و منهاج در کنار یکدیگر آمده‌اند و به نظر می‌آید این واژه مستقیما از سنت‌های شفاهی عبری به صورت وام‌واژه وارد قرآن شده است.